# Kawanabe Kyōsai
Kawanabe Kyōsai (河鍋 暁斎?; Koga (Ibaraki), 18 maggio 1831 – Tokyo, 26 aprile 1889) è stato un pittore e incisore giapponese e uno dei maggiori esponenti della pittura comica giapponese. Attivo tra il periodo Edo e il periodo Meiji, Kyōsai è testimone della trasformazione del Giappone da uno stato feudale ad uno stato moderno.

## Biografia
Nato a Koga, era figlio di un samurai. Il suo vero nome era Shūsaburō.
Dimostra fin dall’infanzia una buona predisposizione al disegno e viene mandato a bottega come apprendista nel laboratorio di Utagawa Kuniyoshi; una parte del mondo artistico di Kyosai deriva da questa prima fase della sua formazione: la propensione per scene vivaci, dense di presenze, popolate di animali, divinità, demoni e personaggi fantastici; dopo solo due anni abbandona il laboratorio di Kuniyoshi in quanto il padre considera negativamente il temperamento eccentrico del maestro e lo indirizza ad una formazione artistica nello stile classico della Scuola Kanō dal pittore Kano Maemura Tōwa (前村洞和, ? – 1841) e poi dal pittore Kano Tohaku (狩野洞白). Tradizionalmente i laboratori di questa scuola praticavano lo studio delle tecniche e la riproduzione delle opere dei grandi maestri dei secoli precedenti.
Dopo una decina d’anni abbandona anche l’ambito della pittura tradizionale, troppo formale e vincolante, per una pittura più libera di orientamento popolare, e soprattutto diventando un pittore indipendente; a partire dall’indipendenza dal laboratorio di scuola Kano, firma i suoi lavori con lo pseudonimo d’arte di Kyōsai ("studio pazzo"). Successivamente, però, cambia il primo ideogramma con l’omofono ideogramma di “illuminato” mantenendo così la medesima pronuncia. L’abbandono del laboratorio Kano non avviene per spirito polemico, piuttosto per desiderio di autonomia; infatti mantiene per tutta la vita contatti professionali con artisti di scuola Kano.
Studia la pittura popolare tradizionale, i soggetti legati al folklore giapponese e le narrazioni popolari tramandate attraverso le immagini dei rotoli orizzontali dei quali diventa un appassionato conoscitore e che diventano per lui fonte di ispirazione.
Durante i fermenti politici e culturali del Rinnovamento Meiji del 1867, Kyōsai si guadagna l’appellativo di caricaturista. La sua pittura su emakimono di grandi dimensioni La battaglia dei peti può essere considerata una caricatura di questo periodo di trasformazione. Spirito ribelle seppur animato da ironia, realizza numerosi kyōga (dipinti folli), ovvero stampe e pitture che rappresentano in modo satirico la confusione politica e il processo di occidentalizzazione. Fu arrestato tre volte e imprigionato dalle autorità dello shogunato. Anche posteriormente alla caduta dello Shogun, fu inquisito.

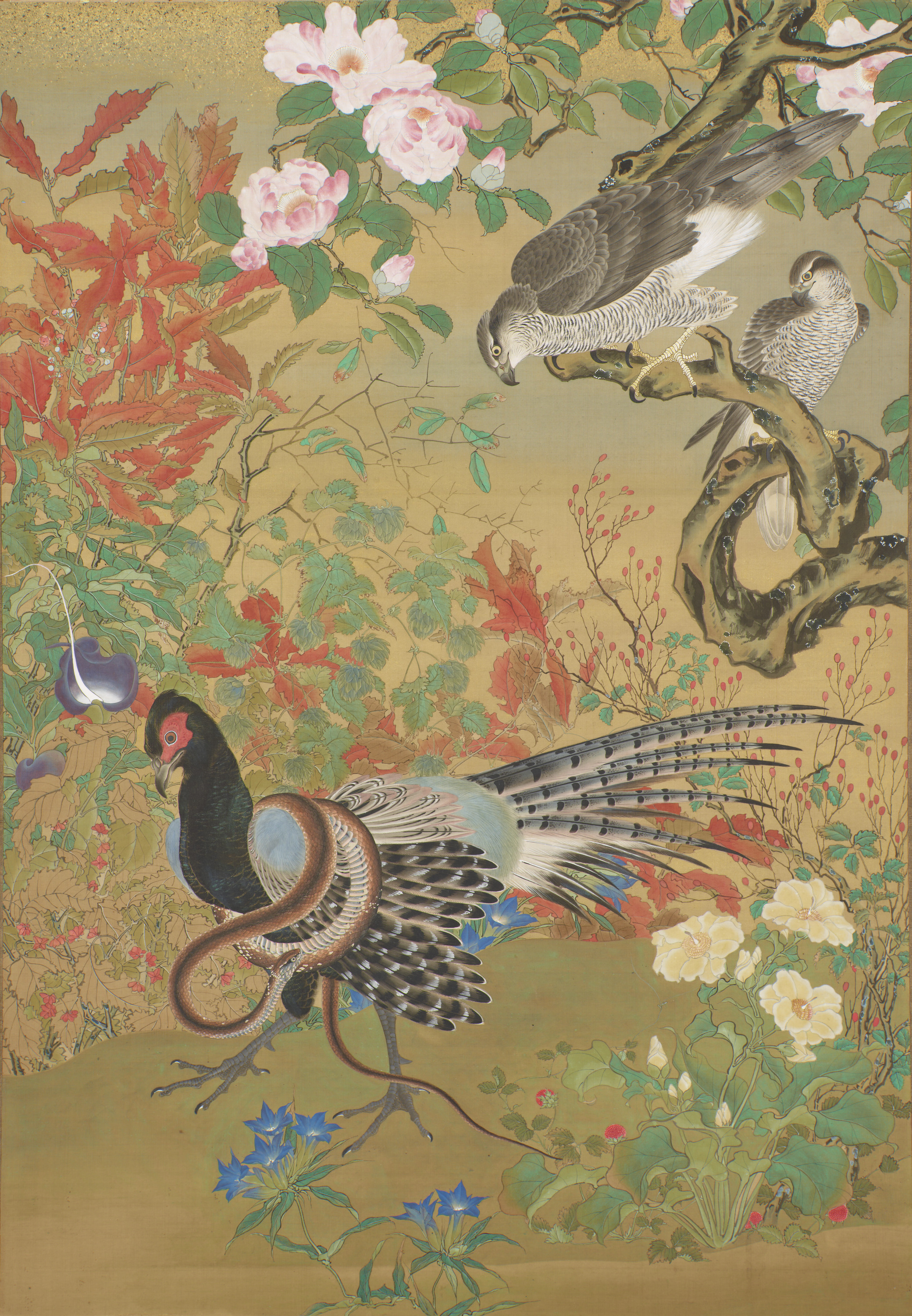
Fiori e uccelli (花鳥図), 1881, Presentato alla Seconda esposizione nazionale dell'industria. Museo nazionale di Tokyo

Infatti dopo la presa dei poteri effettivi da parte dell’imperatore, si tenne un grande congresso di artisti e letterati al quale Kyōsai partecipò. Anche qui espresse la sua opinione sul nuovo movimento in termini caricaturali con gran successo popolare, ma con il risultato di essere nuovamente arrestato dalla polizia.
La sua satira è legata ad un intento giocoso, alimentato dalla sua passione per l’arte del periodo Edo piuttosto che una forte presa di posizione contro il governo Meiji.
Nel 1874 fonda con Kanagaki Robun la rivista Eshinbun Nipponchi che è considerata la prima rivista Manga in Giappone. La rivista è molto influenzata da Japan Punch, periodico comico-satirico fondato nel 1862 da Charles Wirgman, un cartonista britannico, residente in Giappone. Eshinbun Nipponchi aveva uno stile molto semplice; non ebbe grande successo e chiuse dopo solo tre numeri.
Nel 1888 Ernest Fenollosa gli propone di divenire insegnante di pittura giapponese all’Accademia delle Belle Arti, che lui e Okakura Kakuzō (1862-1913) erano in procinto di istituire a Tokyo. Ma nell'aprile del 1889, Kyōsai muore di cancro allo stomaco, all’età di 58 anni, prima di poter accettare tale incarico.
Le sue ceneri sono sepolte nel cimitero del Tempio Zuirinji, a Tokyo.
Nel 1977 è stato inaugurato il museo memoriale di Kawanabe Kyōsai a Warabi, nella Prefettura di Saitama; si tratta di un piccolo museo gestito da un pronipote di Kyōsai, che espone a rotazione le opere del maestro e di sua figlia Kawanabe Kyōsui.
In suo onore, un cratere del pianeta Mercurio porta il suo nome.

## Stile e soggetti
Kyōsai è considerato da molti il più notevole erede di Hokusai (del quale comunque non fu allievo), primo caricaturista politico del Giappone ed esponente della pittura comica.  È stato artista incisore di silografie ukiyo-e, ma anche pittore. Ha realizzato nel corso della sua vita circa sei-settecento stampe singole,  illustrazioni per libri e ventagli; della sua attività pittorica rimangono un migliaio di dipinti, oltre a quattromila schizzi e disegni preparatori. 

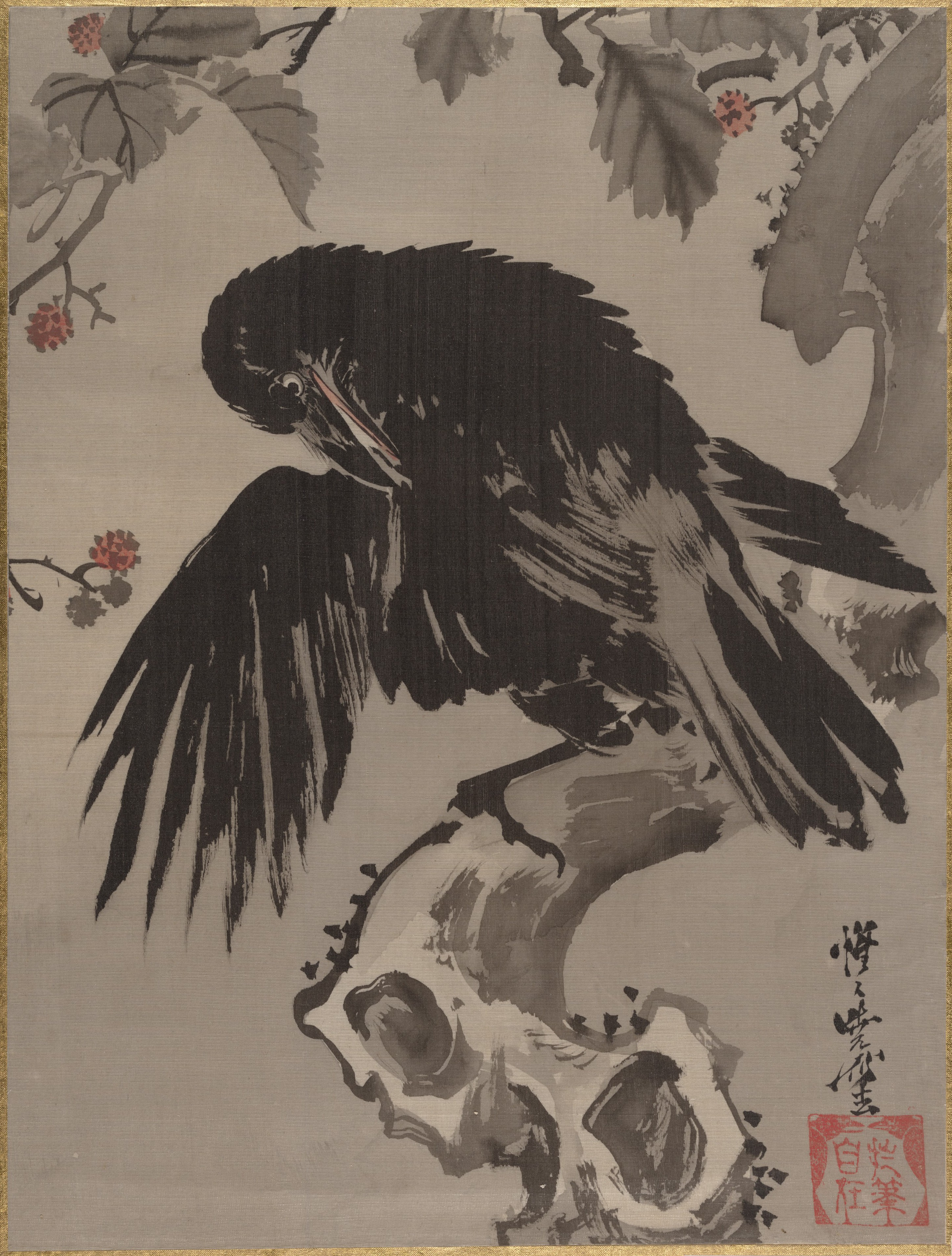
Corvo su ramo d’albero – inchiostro e pigmento su seta

Di grande abilità tecniche grazie alla sua formazione di scuola Kano, ha praticato un’ampia varietà di soggetti della cultura classica tra cui figure del buddhismo, kacho-e (fiori e uccelli) e immagini di bijin-ga (beltà femminili) e immagini tratte dal mondo popolare della mitologia e del folklore o semplicemente della vita quotidiana.
In gran parte Kyōsai deriva lo spirito comico dall’apprendistato pittorico nel laboratorio di Utagawa Kuniyoshi, dove sperimenta, nel medesimo stile del maestro, la rappresentazione vivace di spettri, rane, animali e demoni della mitologia popolare.
Nella propria autobiografia racconta che all’età di nove anni rimase profondamente colpito dall’aver trovato nel fiume Kanda una testa umana mozzata, di averla raccolta per poterla disegnare, così come raccoglieva rane e pesci da riprodurre e poi liberare.  Sicuramente sviluppa già nell’adolescenza il gusto per il bizzarro, lo stravagante e il macabro.
Scheletri umani e cadaveri sono stati oggetto di interesse di Kyōsai, così come lo erano stati del suo maestro Kuniyoshi; rispecchiano la sua curiosità per il lato oscuro e misterioso della vita, per la morte e per il soprannaturale. 
Ama ritrarre anche gli uomini e in particolare litigi e zuffe, scene di vita quotidiana ma anche soggetti classici quali figure religiose, eremiti cinesi, creature mitologiche, episodi noti della storia del Giappone e paesaggi; questi temi spesso sono rielaborati in chiave umoristica o in parodia. 
Uno dei soggetti preferiti e maggiormente ritratti fin dall’infanzia sono le rane che ritrae con precisione quasi scientifica, salvo poi utilizzare l’abilità acquisita nel ritrarle inserendole in giochi antropomorfi: danze, incontri di sumo, concerti di shamisen, trasformandole quindi in parodie di eventi della vita quotidiana.

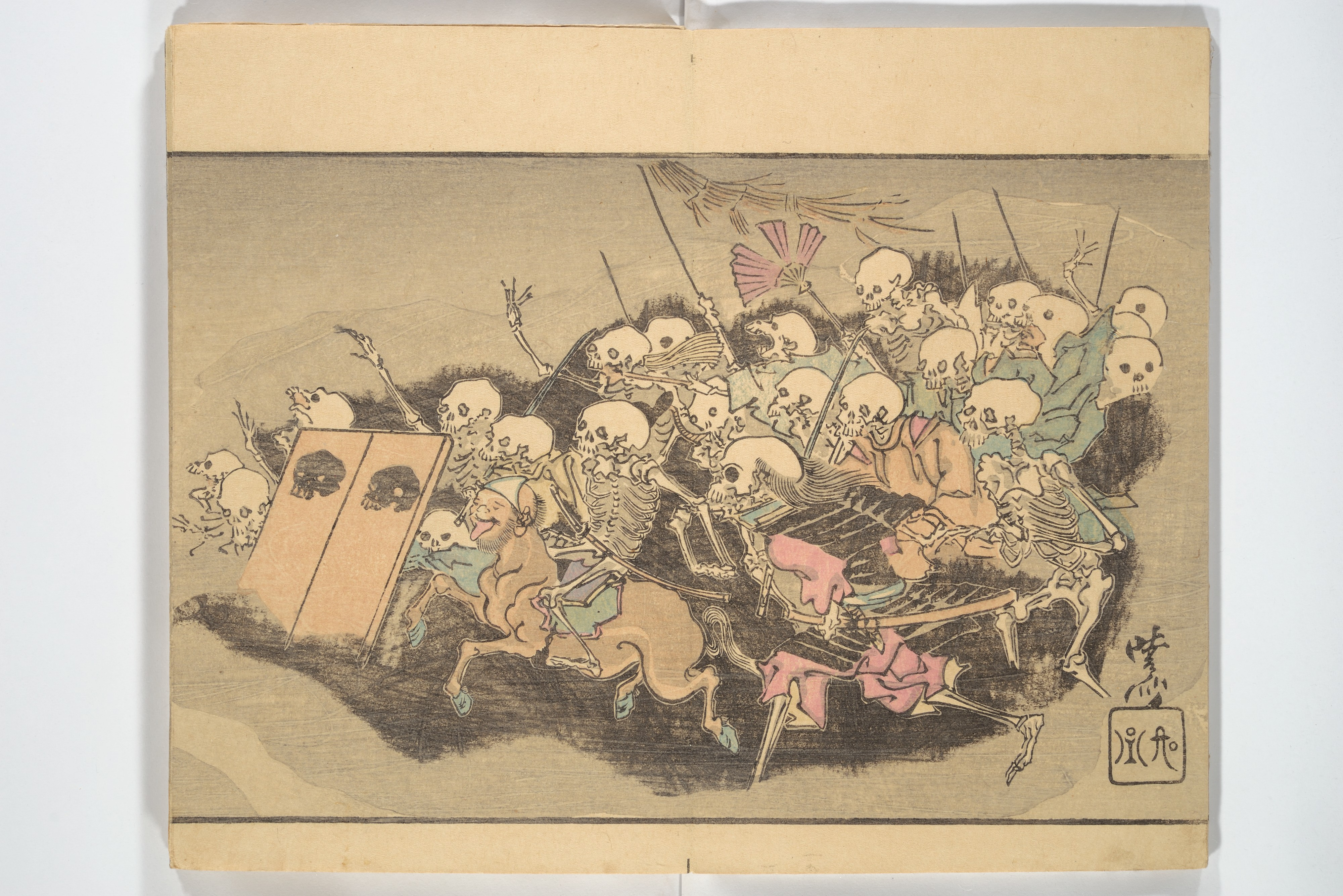
Immagini di 100 demoni

Anche l’immagine del corvo è un soggetto ricorrente, riprodotto sia con pittura ad inchiostro sia a stampa silografica. Uno di questi dipinti ad inchiostro, raffigurante un corvo su un ramo secco, è stato premiato nel 1881 alla Seconda esposizione nazionale dell’industria a Tokyo. A seguito di ciò acquisì una certa popolarità e questo soggetto gli fu ripetutamente richiesto.
In generale le sue opere rispecchiano la sua vita, indisciplinata e selvatica e travolta dalla dipendenza dall’alcool. Sebbene non avesse la dignità di Hokusai, manifestava una esuberanza fantasiosa unitamente ad una eccellente tecnica grafica.

## Libri illustrati

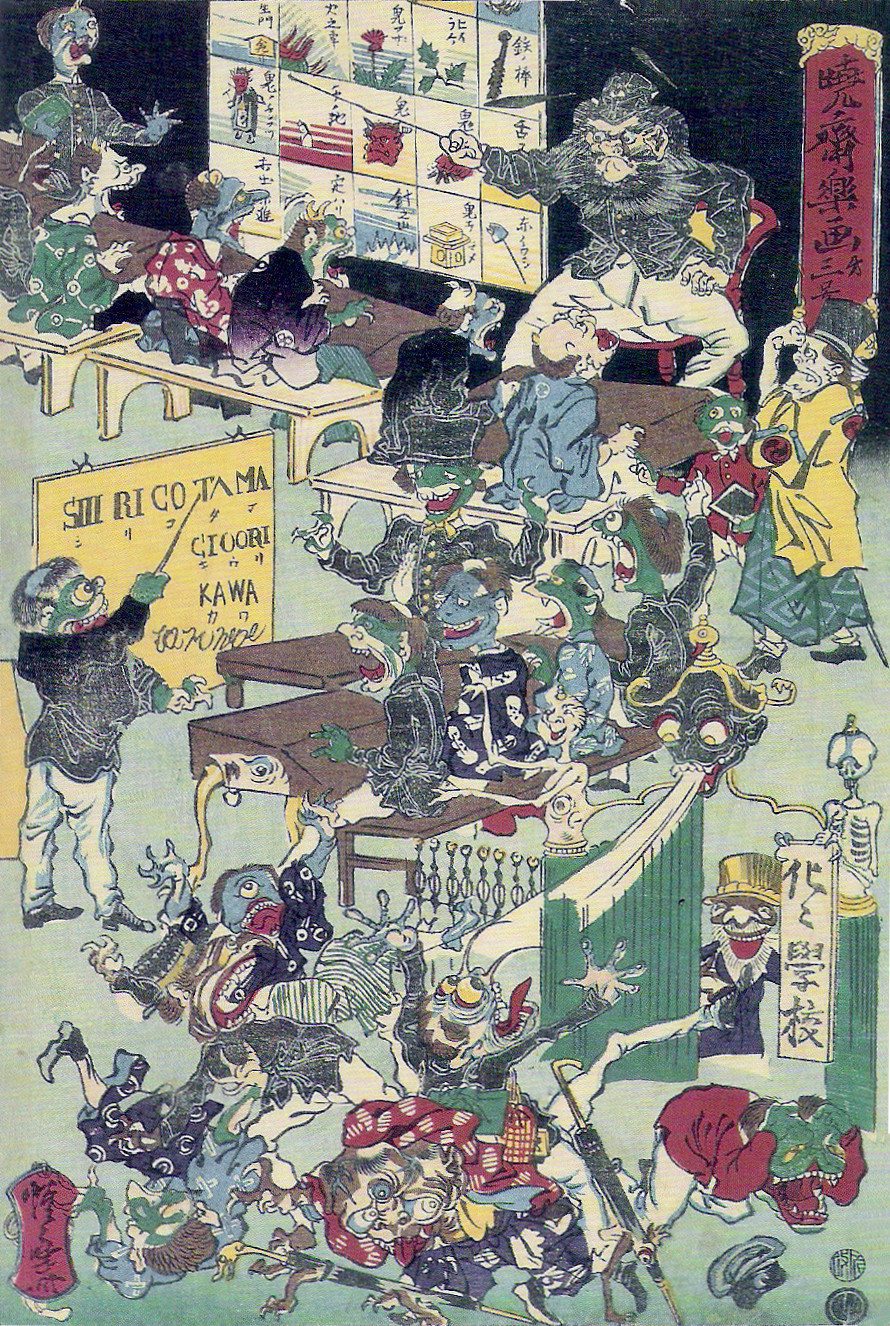
Bake-Bake Gakkō (化々學校), "La scuola degli spettri", stampa silografica. Nel 1872 il governo decide avviare l’obbligo scolastico. Kyosai illustra demoni (in alto) e kappa (al centro) che tentano di imparare le parole della vita quotidiana

- Kyōsai Gafu (1860) - raccolta di poemi satirici dello scrittore Senryū VI e illustrati da Kyōsai
- Kyōsai Manga (1864)
- Kyōsai Rakuga (1881) - presenta 34 illustrazioni con soggetti della tradizione cinese o giapponese ritratti in stile naturalistico di influenza occidentale
- Kyōsai Gadan (1887) - "Discorso sulla pittura di Kyōsai" - Manuale di pittura e note autobiografiche
- Kyōsai Hyakki Gadan - (1889 – pubblicato postumo) “Illustrazione dei 100 demoni”

## Fortuna
Kyōsai era un artista conosciuto e amato per il suo spirito giocoso e irriverente. 
Ebbe un discreto successo anche all’estero, sia come pittore sia come incisore, in particolare in Europa dove partecipò ad alcune esposizioni (Esposizione Universale di Vienna del 1873, di Philadelphia 1876, Parigi nel 1883), grazie anche alla sua amicizia con Josiah Conder, architetto britannico docente al Collegio Imperiale di ingegneria a Tokyo, che lo aiutò ad introdursi nel mercato europeo dell’arte.
Fu molto aperto ai contatti con l’occidente dai quali derivò stimoli per la propria arte.
Tra i suoi conoscenti e amici occidentali ebbe Ernest Fenollosa, Francis Brinkley, Edoardo Chiossone, Curt Netto. Grazie alla sua fama di grande esperto di pittura giapponese, il suo studio era spesso frequentato da artisti e visitatori di passaggio favorendo una reciproco scambio culturale.